# 섬유모세포
섬유모세포(fibroblast, 섬유아세포)는 세포외기질과 콜라겐을 합성하는 세포의 일종으로, 동물 조직의 구조적 골격(스트로마)을 생성하고 상처 치유에 중요한 역할을 한다. 섬유아세포는 동물의 결합 조직에서 가장 흔한 세포이다.

## 구조

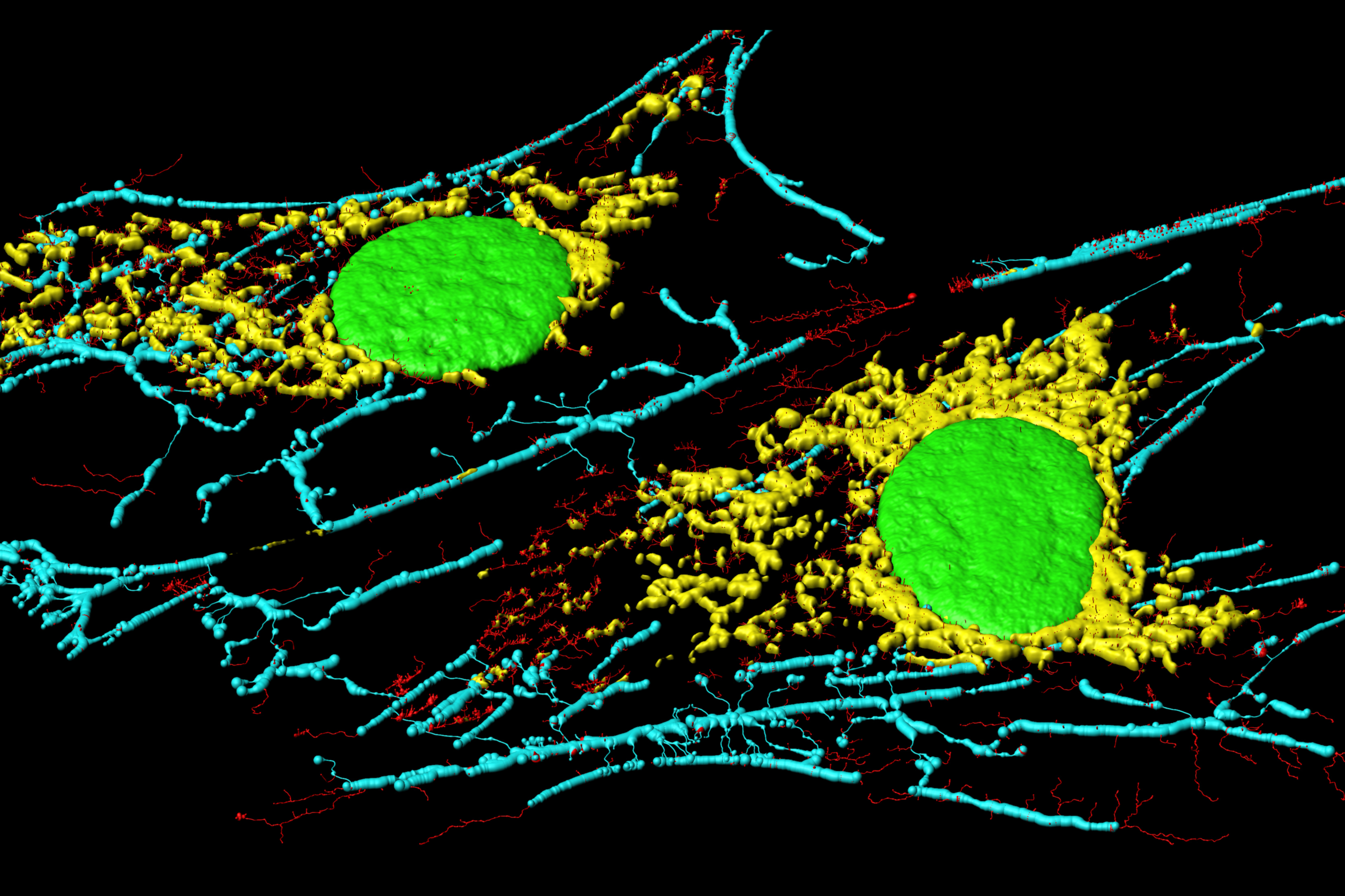
섬유아세포의 미세섬유(파란색 및 빨간색), 미토콘드리아(노란색), 핵(녹색)

섬유아세포는 2개 이상의 핵소체가 있는 타원형의 얼룩덜룩한 핵을 둘러싸고 있는 분리된 세포질을 가지고 있다. 활성 섬유아세포는 풍부한 거친 소포체에 의해 인식될 수 있다. 비활성 섬유아세포 (섬유세포라고 함)는 더 작고 방추형이며 거친 소포체의 양이 감소한다. 섬유아세포는 넓은 공간을 커버해야 할 때 분리되고 흩어져 있지만 밀집되어 있을 때 종종 국부적으로 평행 클러스터로 정렬된다.
신체 구조를 둘러싸고 있는 상피 세포와 달리 섬유아세포는 평평한 단층을 형성하지 않으며 일부 상황에서는 기저판 구성요소에 기여할 수 있지만(예 : 장의 상피하 근섬유아세포에서 분비될 수 있음) 근섬유아세포 lining이 없는 follicle-associated epithelia의 영역에만 존재하지 않는 라미닌의 α-2 chain-carrying 구성요소이다. 또한 섬유아세포는 상피 세포와 대조적으로 개별 세포로서 기질 위로 천천히 이동할 수 있다. 상피 세포가 신체 구조의 안쪽을 형성하는 동안 유기체의 대량 부분을 구성하는 것은 섬유아세포 및 관련 결합 조직이다.
병아리 배아에서 측정한 섬유아세포의 수명은 57±3일 정도이다.

### 섬유세포와의 관계
섬유아세포와 섬유 세포는 동일한 세포의 두 가지 상태이며 전자는 활성화된 상태이고 후자는 유지 및 조직 대사와 관련된 비활성 상태이다. 현재 두 가지 형태를 모두 섬유아세포라고 부르는 경향이 있다. 접미사 '-blast'는 세포생물학에서 줄기세포 또는 활성화된 대사 상태의 세포를 나타내는 데 사용한다.
섬유아세포는 위치와 활동에 따라 다양한 모양으로 형태학적으로 이질적이다. 형태학적으로 눈에 띄지 않지만, 이소성 이식된 섬유아세포는 적어도 몇 세대에 걸쳐 이전에 상주했던 위치 및 조직 맥락의 위치기억을 유지할 수 있다.

### 발달
섬유아세포의 주요 기능은 세포외기질의 전구체를 지속적으로 분비하여 결합 조직의 구조적 완전성을 유지하는 것이다. 섬유아세포는 세포외기질의 모든 구성요소, 주로 기저물질과 다양한 섬유의 전구체를 분비한다. 세포외기질의 구성은 결합 조직의 물리적 특성을 결정한다.
결합 조직의 다른 세포와 마찬가지로 섬유아세포는 원시 중간엽에서 파생된다. 따라서 그들은 중배엽 기원을 구별하는 마커로 사용되는 특징인 중간 필라멘트 단백질 비멘틴을 발현한다. 그러나 이 실험은 부착성 기질에서 시험관 내에서 배양된 상피 세포가 일정 시간 후에 비멘틴을 발현할 수도 있기 때문에 특이적이지는 않다.
특정 상황에서 상피 세포는 상피-간엽 이행(Epithelial-Mesenchymal Transition, EMT)이라고 하는 과정에서 섬유아세포를 생성할 수 있다.
반대로, 일부 상황에서 섬유아세포는 간엽-상피 이행(Mesenchymal-Endothelial Transition, MET)을 거쳐 응축되고 극성을 가지며 측면으로 연결되는 진정한 상피 조직으로 조직화되어 상피를 구성할 수 있다. 이 과정은 상처 치유 및 종양 형성뿐만 아니라 많은 발달 상황(예 : 네프론 및 척삭 발달)에서 볼 수 있다. 

## 기능
섬유아세포는 콜라겐, 글리코사미노글리칸, 망상 섬유, 탄성 섬유를 만든다. 성장하는 개체의 섬유아세포는 분열하여 기저물질을 합성한다. 조직 손상은 섬유세포를 자극하고 섬유아세포 생성을 유도한다.

### 염증
구조적 구성요소로서 일반적으로 알려진 역할 외에도 섬유아세포는 조직 손상에 대한 면역 반응에서 중요한 역할을 한다. 이들은 미생물이 침입할 때 염증을 일으키는 초기 역할을 한다. 그들은 표면에 수용체를 제시함으로써 케모카인 합성을 유도한다. 그러면 면역 세포가 반응하여 일련의 이벤트를 시작하여 침입성 미생물을 제거한다. 또한 섬유아세포 표면의 수용체는 조혈모세포의 조절을 허용하고 면역 세포가 섬유아세포를 조절하는 경로를 제공한다.

### 종양 중재
종양 관련 숙주 섬유아세포(TAF)와 같은 섬유아세포는 TAF 유래 세포외기질(ECM) 성분 및 조절제를 통해 면역 조절에 중요한 역할을 한다. TAF는 종양의 염증 반응 및 면역 억제에 중요한 것으로 알려져 있다. TAF에서 파생된 ECM 구성 요소는 ECM 구성을 변경하고 ECM 리모델링을 시작한다. ECM 리모델링은 ECM의 분해로 이어질 수 있는 효소 활성의 결과로 ECM의 변화로 설명된다. ECM은 중요한 기관의 증식, 분화 및 형태 형성과 같은 다양한 기능을 조절하는 역할을 하기 때문에 종양의 면역 조절은 ECM 리모델링에 의해 크게 결정된다. 많은 종양 유형, 특히 상피 세포와 관련된 종양 유형에서 ECM 리모델링이 일반적이다. TAF 유래 ECM 성분의 예로는 각각 만성 염증 및 암종 부위에서 발견될 수 있는 테나신 및 트롬보스폰딘-1(TSP-1)이 있다.
종양의 면역 조절은 TAF 유래 조절제를 통해서도 발생할 수 있다. 이러한 변조는 TAF에서 파생된 ECM 구성 요소와 유사하게 들릴 수 있지만 ECM의 변동 및 회전을 담당한다는 점에서 다르다. 절단된 ECM 분자는 면역 조절에 중요한 역할을 할 수 있다. 기질 금속단백분해효소(MMP) 및 uPA 시스템과 같은 단백질 분해 효소는 ECM을 절단하는 것으로 알려져 있다. 이 단백질 분해 효소는 섬유아세포에서 파생된다.

### 2차 활동
쥐 배아 섬유아세포(MEF)는 종종 인간 배아 줄기세포 연구에서 피더 세포(Feeder cell)로 사용된다. 그러나 많은 연구원들은 독점적으로 인간 유래의 성분이 정확하게 정의된 배양 배지에 찬성하여 MEF를 점진적으로 단계적으로 제거하고 있다.  또한 배지 보충제를 위해 인간 파생물을 독점적으로 사용하는 어려움은 보충제가 합성되고 파생물 원천에서 오염 가능성을 제거하는 주요 목표를 달성하는 정의된 배지를 사용하여 해결한다. 
줄기세포 유래 조직의 임상적 적용의 관점에서, 피더로서 인간 섬유아세포의 사용이 연구되어 왔다. 섬유아세포는 일반적으로 줄기 세포의 다능성을 유지하는 데 사용되지만 줄기 세포가 심근 세포와 같은 특정 유형의 세포로 발달하는 것을 촉진하는 데에도 사용할 수 있다.

### 숙주 면역 반응
신체의 다양한 해부학적 부위의 섬유아세포는 면역 매개체와 단백질을 암호화하는 많은 유전자를 발현한다. 면역 반응의 이러한 매개체는 조혈 면역 세포와의 세포 신호를 가능하게 한다. 섬유아세포와 같은 비조혈 세포의 면역 활동을 구조적 면역이라고 한다. 면역학적 문제에 대한 빠른 반응을 촉진하기 위해 섬유아세포는 후성유전체에서 구조적 세포 면역 반응의 중요한 측면을 인코딩한다. 

## 같이 보기
- 사람 세포 유형 목록